# Cầu thủ xuất sắc nhất năm của Đức
Cầu thủ xuất sắc nhất năm của Đức (tiếng Đức: Fußballer des Jahres) là danh hiệu hằng năm tặng cho cầu thủ nổi bật nhất của một mùa bóng. Cầu thủ xuất sắc nhất năm được các thành viên của Hội nhà báo thể thao Đức (Verband Deutscher Sportjournalisten - VDS) bình chọn. Lễ trao tặng được tổ chức cùng với tạp chí thể thao Kicker-sportmagazin. Ứng cử viên là các cầu thủ ở Đức và các cầu thủ người Đức thi đấu ở nước ngoài. Trong nước Cộng hòa Dân chủ Đức danh hiệu này do tạp chí Die Neue Fußballwoche trao tặng từ 1963 đến 1991. Aílton là cầu thủ người nước ngoài đầu tiên nhận danh hiệu này năm 2004. Jürgen Klinsmann là vận động viên duy nhất đoạt danh hiệu này tại Đức (1988 và 1994) cũng như tại Anh (1995).

## Cầu thủ xuất sắc nhất năm của Cộng hòa Liên bang Đức
| Năm  | Cầu thủ                   | Câu lạc bộ                 |
| ---- | ------------------------- | -------------------------- |
| 2019 | Marco Reus                | Borussia Dortmund          |
| 2018 | Toni Kroos                | Real Madrid                |
| 2017 | Philipp Lahm              | Bayern Munich              |
| 2016 | Jérôme Boateng            | Bayern Munich              |
| 2015 | Mesut Ozil                | Arsenal                    |
| 2014 | Manuel Neuer              | Bayern Munich              |
| 2013 | Mesut Özil                | Arsenal F.C.               |
| 2012 | Mesut Özil                | Arsenal F.C.               |
| 2011 | Mesut Özil                | Arsenal F.C.               |
| 2010 | Arjen Robben              | Bayern Munich              |
| 2009 | Grafite                   | VfL Wolfsburg              |
| 2008 | Franck Ribéry             | Bayern Munich              |
| 2007 | Mario Gómez               | VfB Stuttgart              |
| 2006 | Miroslav Klose            | SV Werder Bremen           |
| 2005 | Michael Ballack           | FC Bayern München          |
| 2004 | Ailton Gonçalves da Silva | SV Werder Bremen           |
| 2003 | Michael Ballack           | FC Bayern München          |
| 2002 | Michael Ballack           | Bayer Leverkusen           |
| 2001 | Oliver Kahn               | FC Bayern München          |
| 2000 | Oliver Kahn               | FC Bayern München          |
| 1999 | Lothar Matthäus           | FC Bayern München          |
| 1998 | Oliver Bierhoff           | Udinese Calcio             |
| 1997 | Jürgen Kohler             | Borussia Dortmund          |
| 1996 | Matthias Sammer           | Borussia Dortmund          |
| 1995 | Matthias Sammer           | Borussia Dortmund          |
| 1994 | Jürgen Klinsmann          | AS Monaco                  |
| 1993 | Andreas Köpke             | 1. FC Nürnberg             |
| 1992 | Thomas Häßler             | AS Roma                    |
| 1991 | Stefan Kuntz              | 1. FC Kaiserslautern       |
| 1990 | Lothar Matthäus           | Internazionale Milano F.C. |
| 1989 | Thomas Häßler             | 1. FC Köln                 |
| 1988 | Jürgen Klinsmann          | VfB Stuttgart              |
| 1987 | Uwe Rahn                  | Borussia Mönchengladbach   |
| 1986 | Harald Schumacher         | 1. FC Köln                 |
| 1985 | Hans-Peter Briegel        | Hellas Verona              |
| 1984 | Harald Schumacher         | 1. FC Köln                 |
| 1983 | Rudi Völler               | SV Werder Bremen           |
| 1982 | Karlheinz Förster         | VfB Stuttgart              |
| 1981 | Paul Breitner             | FC Bayern München          |
| 1980 | Karl-Heinz Rummenigge     | FC Bayern München          |
| 1979 | Berti Vogts               | Borussia Mönchengladbach   |
| 1978 | Sepp Maier                | FC Bayern München          |
| 1977 | Sepp Maier                | FC Bayern München          |
| 1976 | Franz Beckenbauer         | FC Bayern München          |
| 1975 | Sepp Maier                | FC Bayern München          |
| 1974 | Franz Beckenbauer         | FC Bayern München          |
| 1973 | Günter Netzer             | Borussia Mönchengladbach   |
| 1972 | Günter Netzer             | Borussia Mönchengladbach   |
| 1971 | Berti Vogts               | Borussia Mönchengladbach   |
| 1970 | Uwe Seeler                | Hamburger SV               |
| 1969 | Gerd Müller               | FC Bayern München          |
| 1968 | Franz Beckenbauer         | FC Bayern München          |
| 1967 | Gerd Müller               | FC Bayern München          |
| 1966 | Franz Beckenbauer         | FC Bayern München          |
| 1965 | Hans Tilkowski            | Borussia Dortmund          |
| 1964 | Uwe Seeler                | Hamburger SV               |
| 1963 | Hans Schäfer              | 1. FC Köln                 |
| 1962 | Karl-Heinz Schnellinger   | 1. FC Köln                 |
| 1961 | Max Morlock               | 1. FC Nürnberg             |
| 1960 | Uwe Seeler                | Hamburger SV               |

### Các cầu thủ có nhiều danh hiệu nhất
| Cầu thủ           | Số lần |
| ----------------- | ------ |
| Franz Beckenbauer | 4      |
| Sepp Maier        | 3      |
| Uwe Seeler        | 3      |
| Michael Ballack   | 3      |
| Berti Vogts       | 2      |
| Gerd Müller       | 2      |
| Günter Netzer     | 2      |
| Harald Schumacher | 2      |
| Jürgen Klinsmann  | 2      |
| Lothar Matthäus   | 2      |
| Matthias Sammer   | 2      |
| Thomas Häßler     | 2      |
| Oliver Kahn       | 2      |

### Các câu lạc bộ đoạt nhiều danh hiệu nhất
| Câu lạc bộ               | Số lần |
| ------------------------ | ------ |
| FC Bayern München        | 16     |
| 1. FC Köln               | 5      |
| Borussia Mönchengladbach | 5      |
| Borussia Dortmund        | 4      |
| Hamburger SV             | 3      |
| SV Werder Bremen         | 3      |
| VfB Stuttgart            | 3      |
| 1. FC Nürnberg           | 2      |
| 1. FC Kaiserslautern     | 1      |
| Bayer Leverkusen         | 1      |
| AS Monaco                | 1      |
| AS Roma                  | 1      |
| Hellas Verona            | 1      |
| Inter Milan              | 1      |
| Udinese Calcio           | 1      |

## Nữ cầu thủ xuất sắc nhất năm của Đức
| Năm  | Nữ cầu thủ       | Câulạc bộ              |
| ---- | ---------------- | ---------------------- |
| 2007 | Birgit Prinz     | 1. FFC Frankfurt       |
| 2006 | Birgit Prinz     | 1. FFC Frankfurt       |
| 2005 | Birgit Prinz     | 1. FFC Frankfurt       |
| 2004 | Birgit Prinz     | 1. FFC Frankfurt       |
| 2003 | Birgit Prinz     | 1. FFC Frankfurt       |
| 2002 | Birgit Prinz     | 1. FFC Frankfurt       |
| 2001 | Birgit Prinz     | 1. FFC Frankfurt       |
| 2000 | Martina Voss     | FCR Duisburg           |
| 1999 | Inka Grings      | FCR Duisburg           |
| 1998 | Silke Rottenberg | SF Siegen              |
| 1997 | Bettina Wiegmann | Grün-Weiß Brauweiler   |
| 1996 | Martina Voss     | FC Rumeln-Kaldenhausen |

### Các nữ cầu thủ có nhiều danh hiệu nhất
| Nữ cầu thủ   | Số lần |
| ------------ | ------ |
| Birgit Prinz | 7      |
| Martina Voss | 2      |

### Các câu lạc bộ đoạt nhiều danh hiệu nhất
| Câu lạc bộ             | Số lần |
| ---------------------- | ------ |
| 1. FFC Frankfurt       | 7      |
| FCR 2001 Duisburg      | 3      |
| SF Siegen              | 1      |
| FFC Brauweiler Pulheim | 1      |

## Cầu thủ xuất sắc nhất năm của Cộng hòa Dân chủ Đức
| Năm  | Cầu thủ                | Câu lạc bộ               |
| ---- | ---------------------- | ------------------------ |
| 1991 | Torsten Gütschow       | 1. FC Dynamo Dresden     |
| 1990 | Ulf Kirsten            | 1. FC Dynamo Dresden     |
| 1989 | Andreas Trautmann      | SG Dynamo Dresden        |
| 1988 | Andreas Thom           | Berliner FC Dynamo       |
| 1987 | René Müller            | 1. FC Lokomotive Leipzig |
| 1986 | René Müller            | 1. FC Lokomotive Leipzig |
| 1985 | Hans-Jürgen Dörner     | SG Dynamo Dresden        |
| 1984 | Hans-Jürgen Dörner     | SG Dynamo Dresden        |
| 1983 | Joachim Streich        | 1. FC Magdeburg          |
| 1982 | Rüdiger Schnuphase     | FC Carl Zeiss Jena       |
| 1981 | Hans-Ulrich Grapenthin | FC Carl Zeiss Jena       |
| 1980 | Hans-Ulrich Grapenthin | FC Carl Zeiss Jena       |
| 1979 | Joachim Streich        | 1. FC Magdeburg          |
| 1978 | Jürgen Croy            | Sachsenring Zwickau      |
| 1977 | Hans-Jürgen Dörner     | SG Dynamo Dresden        |
| 1976 | Jürgen Croy            | Sachsenring Zwickau      |
| 1975 | Jürgen Pommerenke      | 1. FC Magdeburg          |
| 1974 | Bernd Bransch          | FC Carl Zeiss Jena       |
| 1973 | Hans-Jürgen Kreische   | SG Dynamo Dresden        |
| 1972 | Jürgen Croy            | Sachsenring Zwickau      |
| 1971 | Peter Ducke            | FC Carl Zeiss Jena       |
| 1970 | Roland Ducke           | FC Carl Zeiss Jena       |
| 1969 | Eberhard Vogel         | FC Karl-Marx-Stadt       |
| 1968 | Bernd Bransch          | Hallescher FC Chemie     |
| 1967 | Dieter Erler           | FC Karl-Marx-Stadt       |
| 1966 | Jürgen Nöldner         | Vorwärts Berlin          |
| 1965 | Horst Weigang          | SC Leipzig               |
| 1964 | Klaus Urbanczyk        | Chemie Halle             |
| 1963 | Manfred Kaiser         | Wismut Karl-Marx-Stadt   |

### Cầu thủ có nhiều danh hiệu nhất
| Cầu thủ                | Số lần |
| ---------------------- | ------ |
| Hans-Jürgen Dörner     | 3      |
| Jürgen Croy            | 3      |
| Bernd Bransch          | 2      |
| Hans-Ulrich Grapenthin | 2      |
| Joachim Streich        | 2      |
| René Müller            | 2      |

### Câu lạc bộ có nhiều danh hiệu nhất
| Câu lạc bộ                           | Số lần |
| ------------------------------------ | ------ |
| Dynamo Dresden                       | 7      |
| FC Carl Zeiss Jena                   | 6      |
| 1. FC Magdeburg                      | 3      |
| Sachsenring Zwickau                  | 3      |
| 1.FC Lokomotive Leipzig / SC Leipzig | 3      |
| Hallescher FC Chemie                 | 2      |
| FC Karl-Marx-Stadt                   | 2      |
| Berliner FC Dynamo                   | 1      |
| Vorwärts Berlin                      | 1      |
| Wismut Karl-Marx-Stadt               | 1      |